# Brunettia tormentosa
Brunettia tormentosa és una espècie d'insecte dípter pertanyent a la família dels psicòdids que es troba a Àsia: la península de Malaca.